# لارس شتيندل
لارس شتيندل (بالألمانية: Lars Stindl)‏ (مواليد 26 أغسطس 1988) هو لاعب كرة قدم ألماني يلعب مع بوروسيا مونشنغلادباخ في بوندسليغا كلاعب وسط. مثّل منتخب ألمانيا تحت 21 سنة لكرة القدم.

## روابط خارجية
- لارس شتيندل على موقع الاتحاد الأوربي (الإنجليزية)
- لارس شتيندل على موقع قاعدة بيانات كرة القدم.إي يو (الإنجليزية)
- لارس شتيندل على موقع بيانات كرة القدم. دي إي (الألمانية)
- لارس شتيندل على موقع ناشيونال فوتبول تيمز (الإنجليزية)
- لارس شتيندل على موقع Soccerway.com (الإنجليزية)
- لارس شتيندل على موقع عالم كرة القدم.نت (الإنجليزية)
- لارس شتيندل على موقع كووورة
- لارس شتيندل على موقع AS.com (الإسبانية)